# Агеенко, Иван Николаевич
Аге́енко Ива́н Никола́евич  (род. 21 сентября 1965, Косичи Суражский район, Брянской области, РСФСР, СССР) — советский и российский военный и общественный деятель, начальник пограничных управлений ФСБ России по Кабардино-Балкарии и Республике Дагестан, генерал-лейтенант.

## Биография
Родился в селе Косичи Брянской области. Русский.
Офицерскую службу начинал в Пришибском пограничном отряде, дислоцированном в Азербайджанской ССР, Закавказский пограничный округ. В 1986-1993 гг. — заместитель начальника заставы, начальник пограничной заставы, заместитель коменданта пограничной комендатуры.
В 1986 году окончил Высшее пограничное военно-политическое краснознаменное училище КГБ при Совете министров СССР имени К.Е. Ворошилова.
В период 1994-1996 гг. — слушатель Академии Федеральной пограничной службы, после окончания был направлен на Северный Кавказ. Служил в Нальчике, затем возглавлял штаб вновь создаваемого Хунзахского погранотряда (Хунзахский район, Дагестан).
В 1999 году был назначен начальником Каспийского пограничного отряда.
В мае 2001 года возглавил Итум-Калинский отряд, переименованный позже в Аргунский (Итум-Калинский район, Чечня).
В период с октября 2006 по май 2011 года — начальник пограничного управления ФСБ РФ по Кабардино-Балкарии.
В период с мая 2011 по май 2014 года — начальник пограничного управления ФСБ РФ по республике Дагестан.
После окончания службы занялся общественной деятельностью, является заместителем председателя Всероссийской общественной организации ветеранов «Боевое Братство».
Член совета директоров, управляющий партнёр Группы компаний "Рота".

## Образование
- Высшее пограничное военно-политическое ордена Октябрьской Революции Краснознамённое училище КГБ при Совете министров СССР имени К. Е. Ворошилова (1986).
- Академия Федеральной Пограничной службы Российской Федерации (1996).
- Военная академия Генерального штаба Вооружённых Сил Российской Федерации (военное и государственное управление).

## Семейное положение
Женат, воспитывает сына и дочь.

## Награды
- Орден Мужества;
- Орден Мужества;
- Орден «За военные заслуги».
- Медаль ордена «За заслуги перед Отечеством» II степени[7].
- Медаль «За отличие в воинской службе» 2 степени.
- Знак отличия «За службу на Кавказе».
- Кавалер Золотого Почётного знака «Общественное признание» (2002).